# キングストン教区
キングストン教区（キングストンきょうく、英語: Kingston Parish）はジャマイカの一行政区分。ジャマイカの首都キングストンがある教区。キングストン市すべてを含まず、キングストン市北部はセント・アンドリュー教区になる。

## 隣接行政区画
- セント・アンドリュー教区